# Ebro
Ebro (łac. Hiberus, hiszp. Ebro, wym. [ˈeβɾo]; arag., bask. Ebro; kat. Ebre, wym. [ˈeβɾə] lub [ˈeβɾe]) – najdłuższa rzeka w Hiszpanii, przepływająca przez północną część kraju.
Ma źródło w Górach Kantabryjskich w miejscowości Fontibre niedaleko miasta Reinosa (prowincja Kantabria), na wysokości ok. 900 m n.p.m. Płynie w kierunku południowo-wschodnim przez Kotlinę Aragońską, dalej w postaci przełomu między Caspe i Tortosą przepływa przez nadbrzeżne Góry Katalońskie i deltą uchodzi do Morza Śródziemnego (prowincja Tarragona).
Nad Ebro rozegrała się największa operacja hiszpańskiej wojny domowej 1936–1939 nazywana bitwą nad Ebro.
Miasta położone nad rzeką Ebro:
- Miranda de Ebro
- Logroño
- Saragossa
- Flix
- Tortosa
- Amposta

Najważniejsze dopływy:
- Aragón
- Gállego
- Segre
  - Valira
  - Noguera
    - Noguera Pallaresa
    - Noguera Ribagorçana

  - Cinca
    - Isábena
      - Ésera
- Matarraña
- Tirón
  - Oja

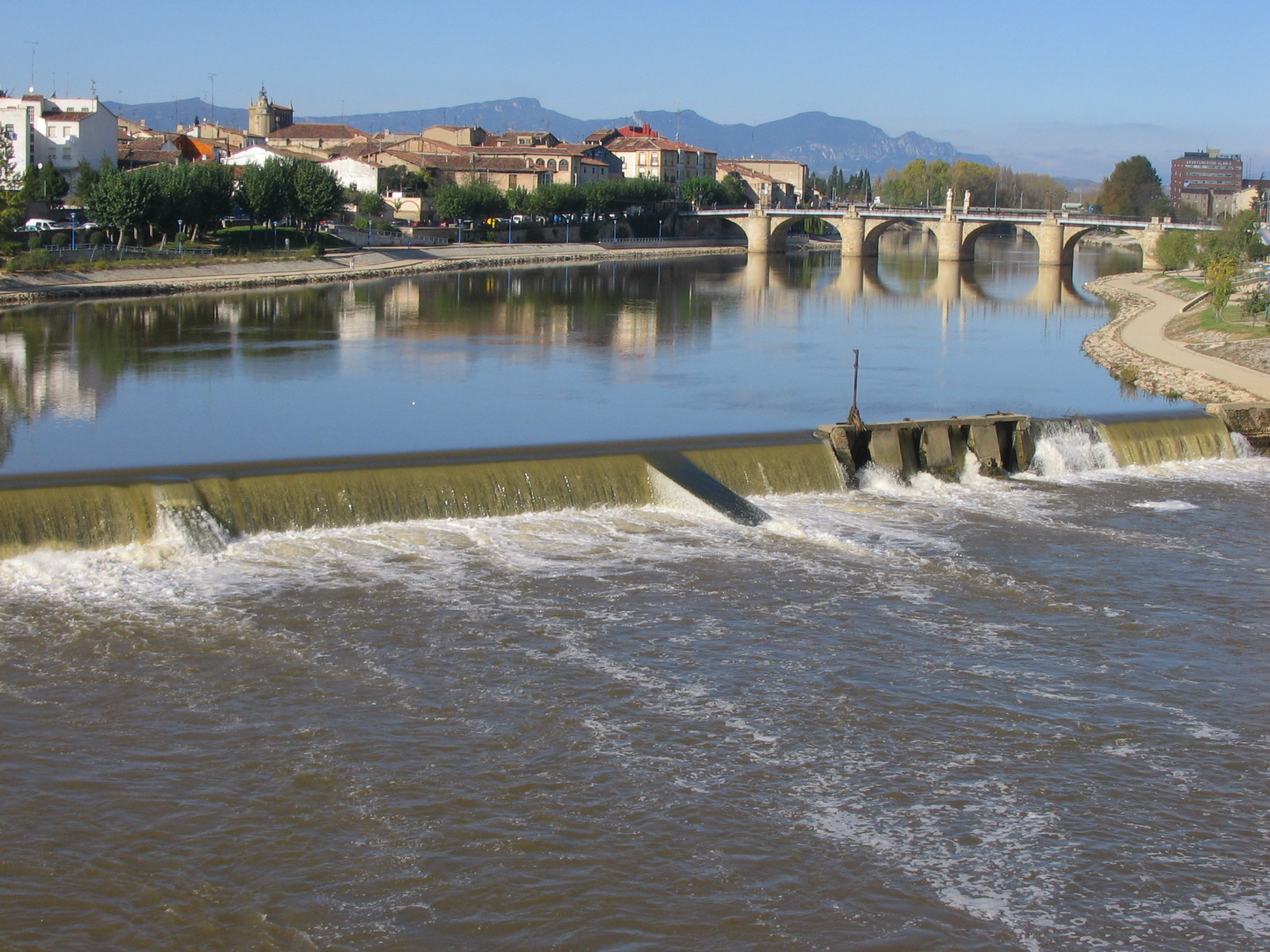
Ebro W Miranda de Ebro
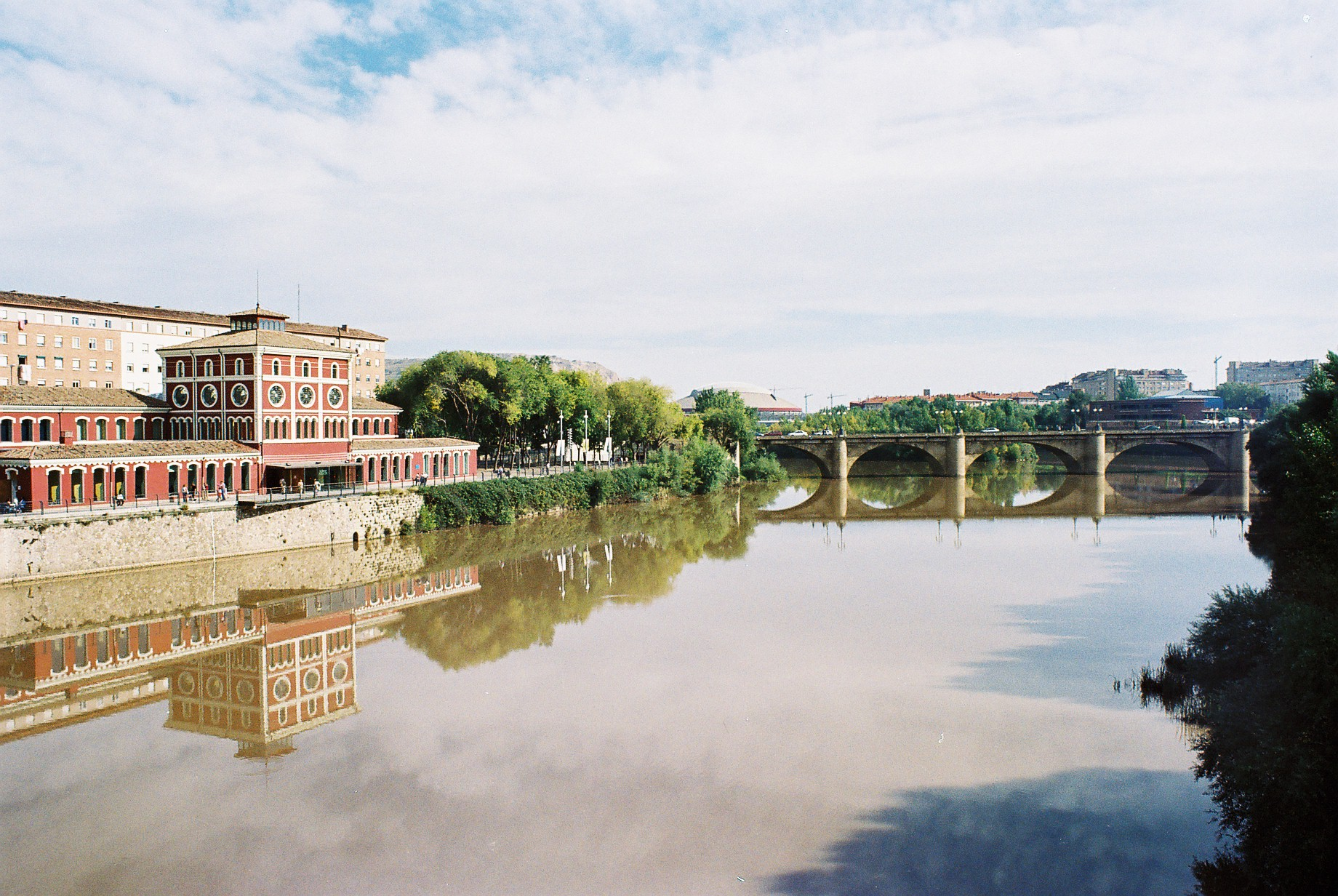
Ebro w Logroño
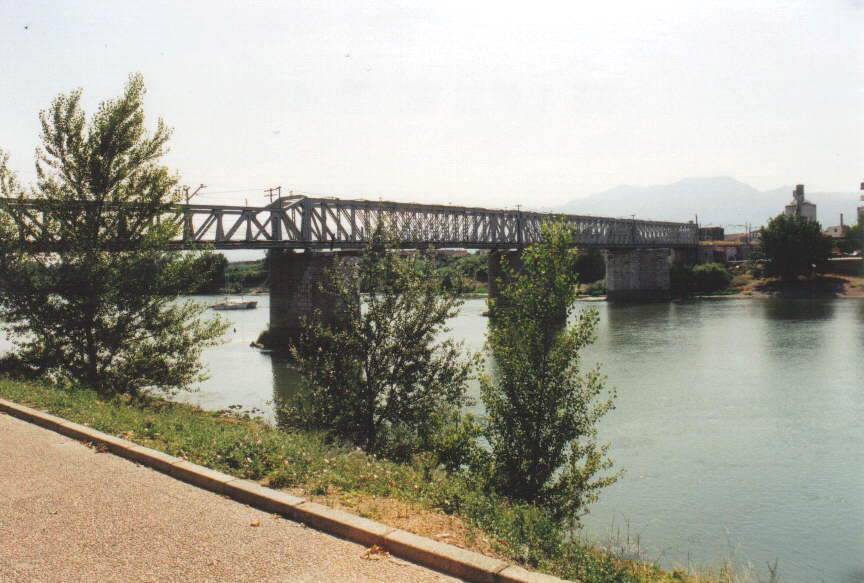
Ebro w miejscowości Tortosa